# Acaulimalva purdiaei
Acaulimalva purdiaei là một loài thực vật có hoa trong họ Cẩm quỳ. Loài này được (A.Gray) Krapov. mô tả khoa học đầu tiên năm 1974.